# Acola
Acola (lat. Azolla) je rod od sedam vrsta vodenih paprati iz porodice Salviniaceae. U usporedbi s uobičajenim papratnjačama, izuzetno su male veličine i uvelike se razlikuju po izgledu, te više nalikuju na Lemnoideae ili neke mahovine. Azolla filiculoides jedna je od samo dvije vrste paprati za koje je objavljen referentni genom.
Azolla se smatra invazivnom biljkom u močvarama, slatkovodnim jezerima i jarcima. Može značajno izmijeniti vodene ekosustave i biološku raznolikost.

## Vrste
Postoji 6 priznartih vrsta raširenih diljem svijeta, ponajviše u tropima.

### SekcijaRhizosperma
- Azolla nilotica Decne. ex Mett.
- Azolla pinnata R.Br.[4]

### SekcijaAzolla
- Azolla caroliniana Willd.
- Azolla cristata Kaulf.
- Azolla filiculoides Lam.
- Azolla rubra R.Br.

Izvori:
Iz fosilnih zapisa poznato je najmanje šest izumrlih vrsta:
- Azolla intertrappea Sahni & H.S. Rao, 1934. (eocen, Indija )[9]
- Azolla berryi Brown, 1934. (eocen, formacija Green River, Wyoming)
- Azolla prisca Chandler & Reid, 1926. (oligocen, Londonska glina, Otok Wight)
- Azolla tertiaria Berry, 1927. (pliocen, formacija Esmeralda, Nevada)
- Azolla primaeva (Penhallow) Arnold, 1955. (eocen, formacija Allenby, Britanska Kolumbija )
- Azolla boliviensis Vajda & McLoughlin, 2005. (paleocen, formacija Eslaboacuten i Bolivija)[10]

## Ekologija
Azolla je visoko produktivna biljka. Udvostručuje svoju biomasu za 1,9 dana ili više, ovisno o uvjetima, a prinos može doseći 8-10 tona svježe tvari/ha na azijskim poljima riže. Za Azolla pinnata u Indiji zabilježeno je 37,8 t svježe mase po ha (2,78 t DM/ha suhe mase) (Hasan i sur., 2009.).

## Invazivna vrsta
Ova je paprat unesena u druge dijelove svijeta, poput Ujedinjenog Kraljevstva, gdje je na nekim područjima postala štetnik. Iako je tropska biljka, prilagodila se hladnijoj klimi. Pokrivači azole mogu biti debljine do 30 cm i pokrivati 100% vodene površine, sprječavajući lokalne insekte i vodozemce da dođu do površine.

## Važnost u paleoklimatologiji
Studija arktičke paleoklimatologije izvijestila je da je Azolla možda imala značajnu ulogu u preokretanju povećanja efekta staklenika koji se dogodio prije 55 milijuna godina zbog čega se regija oko sjevernog pola pretvorila u vruće, tropsko okruženje. Ovo istraživanje koje je proveo Institut za biologiju okoliša na Sveučilištu u Utrechtu ukazuje da su masivne mrlje Azolle koje su rasle na (tada) slatkovodnoj površini Arktičkog oceana trošile dovoljno ugljičnog dioksida iz atmosfere da bi globalni efekt staklenika mogao pasti, što je na kraju uzrokovalo stvaranje ledenog pokrivača na Antarktici i trenutno "razdoblje ledenjaka" u kojem smo još uvijek nalazimo.

## Bioremedijacija
Azolla može ukloniti krom, nikal, bakar, cink i olovo iz otpadnih voda. Također može ukloniti olovo iz otopina koje sadrže 1000-100 ppm.